# SKaGeN
SKaGeN is een Vlaams theatergezelschap met Antwerpen als uitvalsbasis. 
SKaGeN werd als collectief opgericht in 2000 door de acteurs Valentijn Dhaenens, Korneel Hamers, Mathijs Scheepers, Clara van den Broek, Yves Degryse en Bruno Vanden Broecke die in dat jaar samen afstudeerden aan het toenmalige Herman Teirlinck Instituut bij Dora van der Groen. Sinds 2006 ontvangt SKaGeN structurele subsidies van de Vlaamse Gemeenschap via het Kunstendecreet. In 2009 verlieten Yves Degryse en Bruno Vanden Broecke het gezelschap. In 2009 werd SKaGeN geselecteerd voor het Vlaamse Theaterfestival met de productie DegrotemonD, die op locatie in de Brusselse Bibliotheek Solvay speelde.

## Producties
- 2002: Sterremix
- 2003: tkofschip tfokschaap
- 2003: Mais pas pour trois
- 2003: De Verrukking
- 2003: W.O.L.F.
- 2004: DeDayRoom
- 2005: Watermerk
- 2005: Door Mijn Schuld
- 2006: La Merde
- 2006: Laura Exterieur (hernomen in 2010), locatieproject in het Station Antwerpen-Centraal
- 2007: Hoffmann - locatieproject in het Gerechtsgebouw Antwerpen
- 2007: Winterkant
- 2008: Deurdedeurdeur
- 2008: DegrotemonD
- 2008: IO
- 2009: Wonderland
- 2010: Almschi!
- 2011: DegrotemonD
- 2011: Berlin Alexanderplatz
- 2011: Bigmouth
- 2011: Hector Mann & de Fizzy Pop Limonadefabriek
- 2012: Ccc
- 2012: Garmisch-Partenkirchen
- 2012: Aantekeningen uit het ondergrondse
- 2013: DekleineOorlog
- 2013: Wonderland
- 2014: Alles van Eva
- 2015: Closser
- 2015: Deurdedeurder
- 2016: Zeestuk
- 2016: Pardon sorry dat ik leef
- 2017: De vloed
- 2018: Sue me modderfokker
- 2019: Tsjick
- 2020: WatchApp #1
- 2021: Het gezin van Paemel